# Collsuspina (kommunhuvudort)
Collsuspina är en kommunhuvudort i Spanien.   Den ligger i provinsen Província de Barcelona och regionen Katalonien, i den östra delen av landet, 500 km öster om huvudstaden Madrid. Collsuspina ligger 903 meter över havet och antalet invånare är 308.
Terrängen runt Collsuspina är huvudsakligen lite kuperad. Collsuspina ligger uppe på en höjd. Runt Collsuspina är det ganska tätbefolkat, med 86 invånare per kvadratkilometer. Närmaste större samhälle är Vic, 13,3 km nordost om Collsuspina. I omgivningarna runt Collsuspina växer i huvudsak blandskog.